# Gent (Rapper)
Gent (bürgerlich: Gentrit Avdyli) (* 26. Juli 1994 in Drenica, Jugoslawien) ist ein deutscher Rapper kosovo-albanischer Herkunft.

## Leben
Gent zog mit seiner Familie im Alter von eineinhalb Jahren nach Vahrenheide in Hannover. Zusammen mit seinem kleinen Bruder, der als M.O.Z. ebenfalls musikalisch tätig ist, freundete er sich mit Alpa Gun an und wurde Teil der Caney Armee. Anschließend gründete er seine eigene Crew namens Kanun mit seinem Bruder M.O.Z., der als Produzent agiert. Dazu kommen noch die Beat-Produzenten Kendox und Payman sowie der Coverdesigner Remy Graphics.
Gent veröffentlichte seine ersten Videos wie Nase kaputt, Mafiozi und Kanun 2017. Im gleichen Jahr erschien seine Debüt-EP Shoki über sein eigenes Label. Die EP erregte die Aufmerksamkeit von Kollegahs Label Alpha Music Empire, wo Gent 2018 unterschrieb.
Am 22. März 2019 erschien sein Debütalbum Kanun, das Platz 30 der deutschen Charts erreichte.

## Diskografie
Alben

| Jahr | Titel Musiklabel     | Höchstplatzierung, Gesamtwochen, AuszeichnungChartplatzierungen (Jahr, Titel, Musiklabel, Platzierungen, Wochen, Auszeichnungen, Anmerkungen) | Höchstplatzierung, Gesamtwochen, AuszeichnungChartplatzierungen (Jahr, Titel, Musiklabel, Platzierungen, Wochen, Auszeichnungen, Anmerkungen) | Höchstplatzierung, Gesamtwochen, AuszeichnungChartplatzierungen (Jahr, Titel, Musiklabel, Platzierungen, Wochen, Auszeichnungen, Anmerkungen) | Anmerkungen                            |
| Jahr | Titel Musiklabel     | DE | AT | CH | Anmerkungen                            |
| ---- | -------------------- | --- | --- | --- | -------------------------------------- |
| 2019 | Kanun Alpha Empire   | DE30 (1 Wo.)DE | AT42 (1 Wo.)AT | CH37 (1 Wo.)CH | Erstveröffentlichung: 15. März 2019    |
| 2022 | Criminal a Bismillah | — | — | — | Erstveröffentlichung: 04. Februar 2022 |

Singles

| Jahr | Titel Album       | Höchstplatzierung, Gesamtwochen, AuszeichnungChartplatzierungen (Jahr, Titel, Album, Platzierungen, Wochen, Auszeichnungen, Anmerkungen) | Höchstplatzierung, Gesamtwochen, AuszeichnungChartplatzierungen (Jahr, Titel, Album, Platzierungen, Wochen, Auszeichnungen, Anmerkungen) | Höchstplatzierung, Gesamtwochen, AuszeichnungChartplatzierungen (Jahr, Titel, Album, Platzierungen, Wochen, Auszeichnungen, Anmerkungen) | Anmerkungen                                                |
| Jahr | Titel Album       | DE | AT | CH | Anmerkungen                                                |
| ---- | ----------------- | --- | --- | --- | ---------------------------------------------------------- |
| 2019 | 100 K Kanun       | DE71 (1 Wo.)DE | — | — | Erstveröffentlichung: 18. Januar 2019 mit Kurdo            |
| 2019 | Ku je Kanun       | DE96 (1 Wo.)DE | — | — | Erstveröffentlichung: 1. Februar 2019 mit Jazn             |
| 2019 | Paramilitär Kanun | DE73 (1 Wo.)DE | — | — | Erstveröffentlichung: 1. März 2019 mit Kollegah            |
| 2020 | Jepi –            | DE— 1DE | — | — | Erstveröffentlichung: 29. Oktober 2020 feat. Ardian Bujupi |

Weitere Veröffentlichungen
- 2018: Shoki (EP, Kanun)
- 2018: Die Straße lebt (Single)
- 2018: Kalle (Single, mit Ardian Bujupi)
- 2019: GT (Single)

Featurings
- 2017: Kanun von Moz